# スコティッシュ・アビエーション
スコティッシュ・アビエーション (Scottish Aviation Limited)は、1935年から1977年にかけて活動したイギリス (スコットランド) の航空機メーカーである。
1977年に国策により他の3社と統合されブリティッシュ・エアロスペースとなった。

## 概要

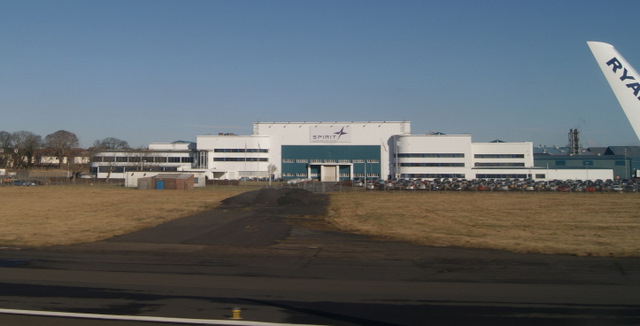
スコティッシュ・アビエーションの元本社工場建屋。現在はスピリット・エアロシステムズのプレストウィック工場となっている。

スコティッシュ・アビエーションはプレストウィック空港を拠点にフライトスクールを運営する会社として1935年に設立され、1938年頃からは新社屋での航空機のメンテナンス事業も開始した。この本社工場は元々1938年にグラスゴーで開かれた帝国博覧会のパビリオンとして建設されたものを博覧会後にプレストウィックに移設したもので、現在も工場として使用されている。
第二次世界大戦中は他社製の軍用機の組立や保守などをおこなっており、例えばリベレーター爆撃機の修理や改修などを請け負っていた。
戦後、1950年代から1960年代にかけ、スコティッシュ・アビエーションは自社開発のSTOL機としてパイオニア、および発展型のツインパイオニアの製造を行った。
1964年から66年にかけて、スコティッシュ・アビエーションは小型電気自動車"スキャンプ"の開発を行った。計12台が製造され、1967年の見本市で展示されるなどしたが、バッテリーの信頼性が低かった事に加え、自動車としての設計にも問題があり商業化は中止されている。
1968年にビーグル・エアクラフトが破綻した際には、ビーグル社がスウェーデン空軍から注文を受けていた小型練習機B.125 ブルドッグの製造権を引き継いで製造を始めた。この後同様に、破綻したハンドレページ社が開発したターボプロップ小型旅客機ジェットストリームの製造ライセンスを購入し、製造した。
1977年にイギリス政府による航空機事業の統合および国有化の方針により、ブリティッシュ・エアクラフト・コーポレーション、ホーカー・シドレー・アビエーション、ホーカー・シドレー・ダイナミクスと共に統合されてブリティッシュ・エアロスペースとなった。
ブリティッシュ・エアロスペースは1999年にマルコーニ・エレクトロニック・システムズと合併してBAEシステムズとなったが、プレストウィックの元スコティッシュ・アビエーションの工場建屋は2006年にBAEシステムズからアメリカの航空機部品メーカー/部分品製造会社であるスピリット・エアロシステムズに売却されている。

## 製造機種

### 航空機
- パイオニア - 自社開発、1947年に初飛行。
- ツインパイオニア - 自社開発、1955年に初飛行。
- ブルドッグ - ビーグル・エアクラフトの開発機。
- ジェットストリーム - ハンドレページの開発機。

### 自動車
- スキャンプ - 自社開発、1965年に試作車完成。

## 画像

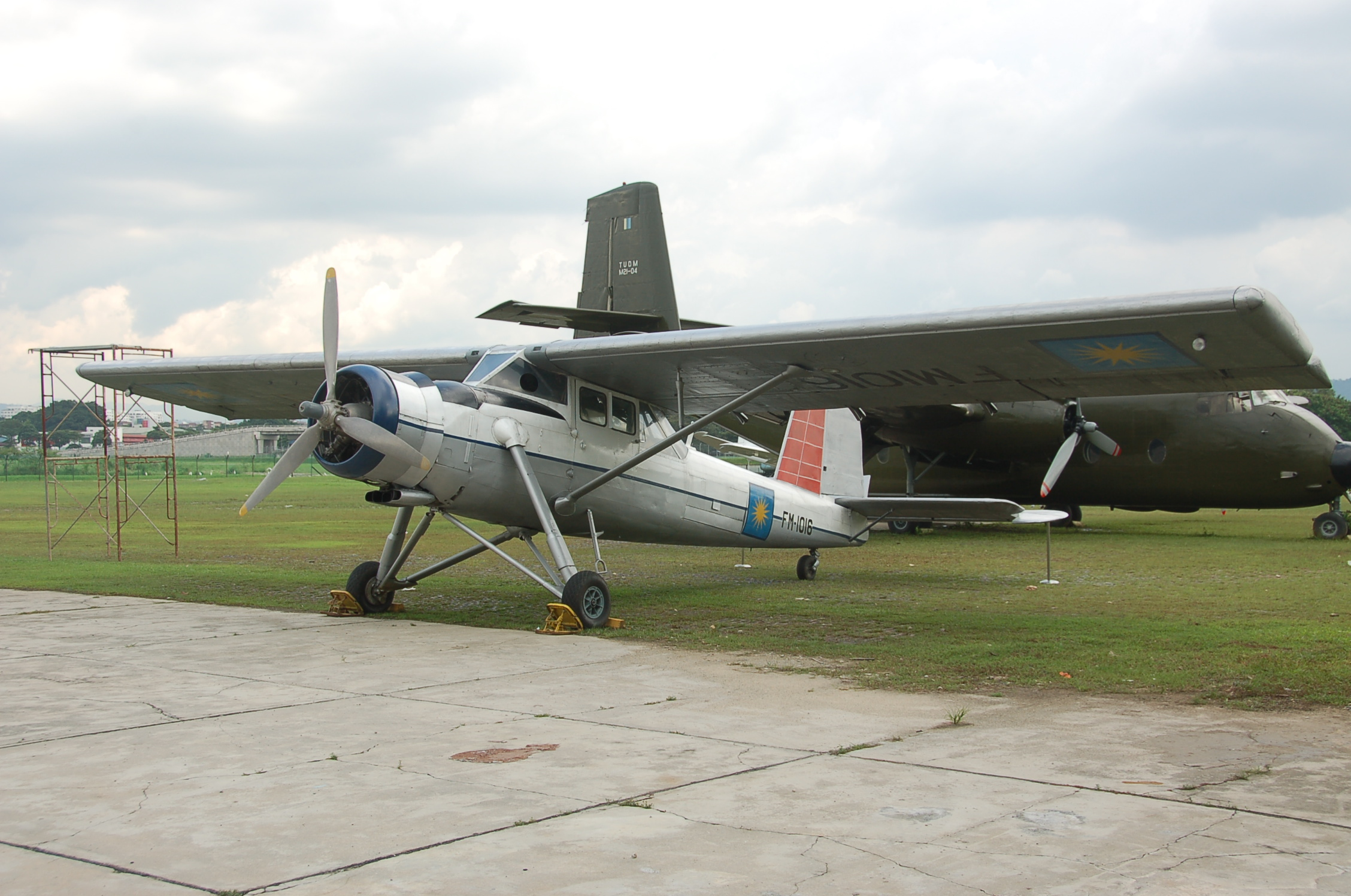
パイオニア
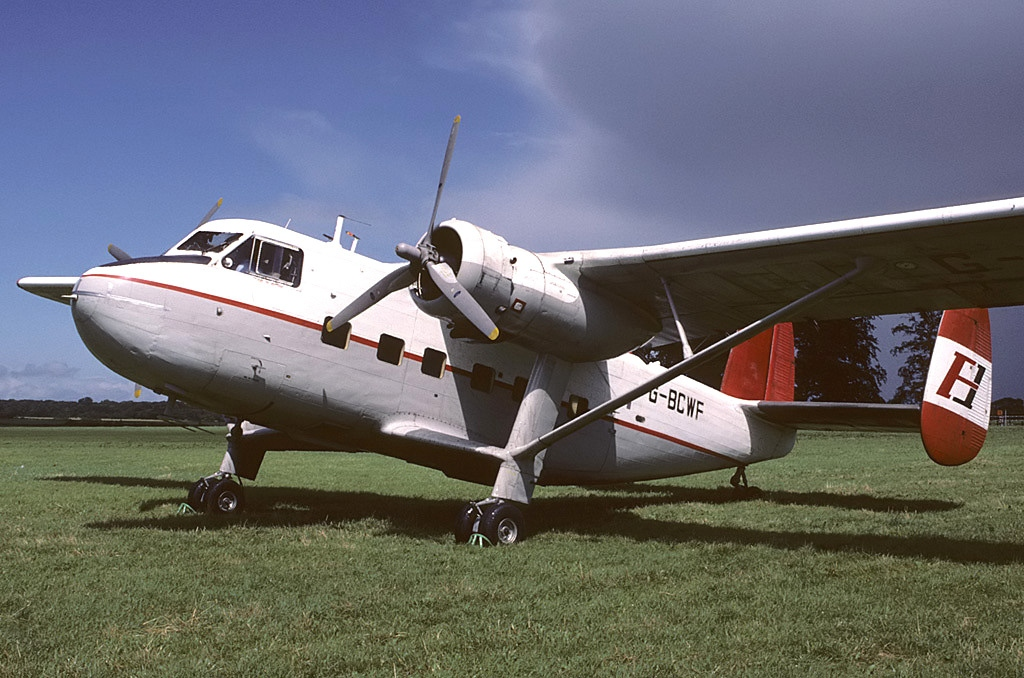
ツインパイオニア
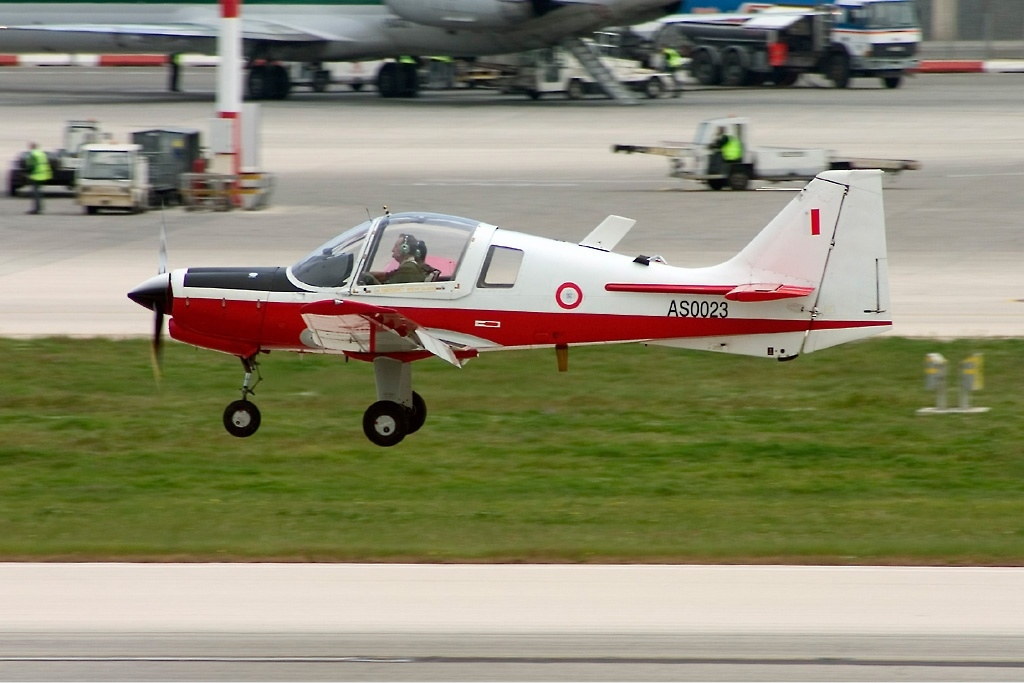
ブルドッグ
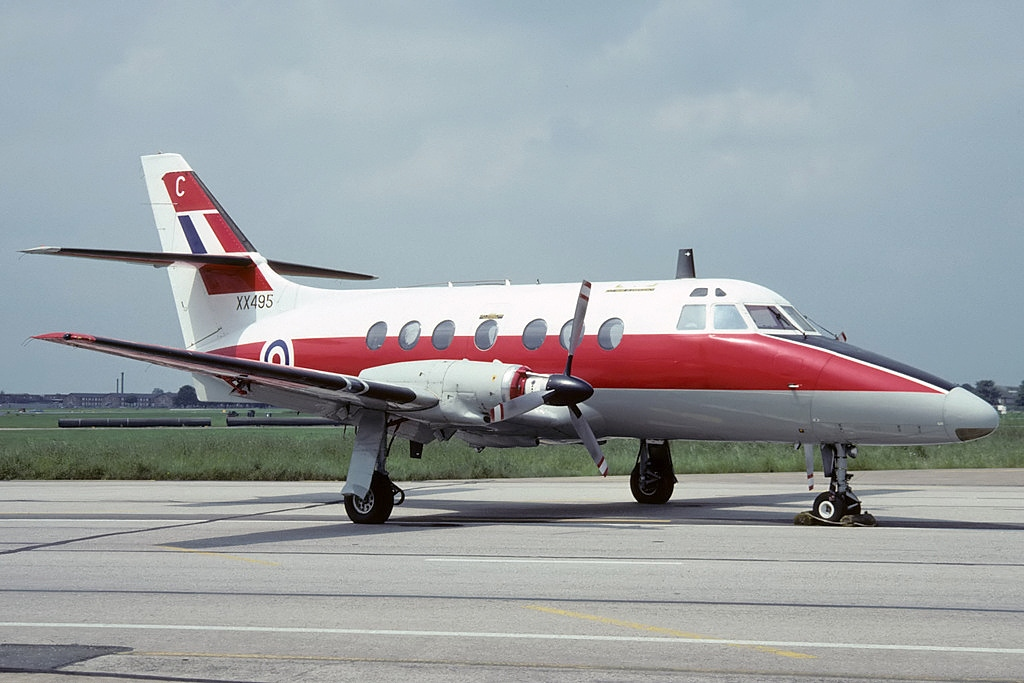
ジェットストリーム T.1
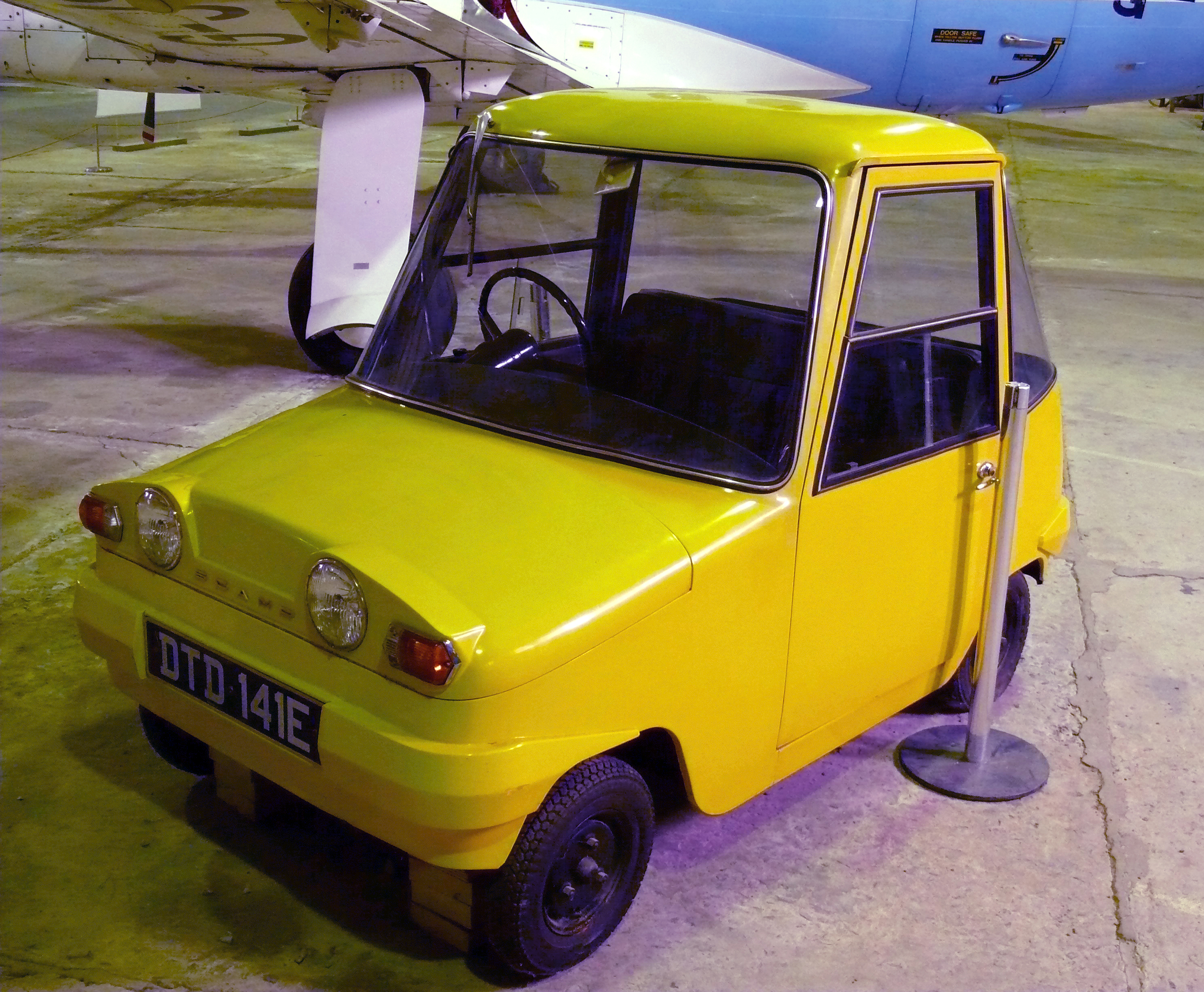
スキャンプ